# Álvaro Ginés Hernández Sánchez
Álvaro Ginés Hernández Sánchez (Cartagena, Región de Murcia, 15 de marzo de 2005), más conocido como Álvaro Ginés,  es un futbolista español que juega como delantero en el Real Madrid Club de Fútbol Juvenil de la División de Honor Juvenil de España.

## Trayectoria
Natural de Cartagena, es un futbolista formado en la Escuela de Fútbol Ciudad Jardín desde 2015 a 2017, fecha en la que ingresaría en el FC Cartagena, donde jugaría desde 2017 a 2020.
En la temporada 2020-21, ingresa en la cantera del Real Madrid Club de Fútbol para incorporarse al cadete "A". En la temporada siguiente, anotaría 18 goles con el Juvenil "C" del conjunto blanco.
Álvaro iría quemando etapas en el conjunto blanco y en la temporada 2022-23, formaría parte del juvenil "A" con el que disputaría la Youth League.

### Selección nacional
Álvaro Ginés es internacional con la selección de fútbol sub-17 de España y sub-18.